# Turn- und Sportverein Giesen von 1911 2019-2020
Questa voce raccoglie le informazioni riguardanti il Turn- und Sportverein Giesen von 1911 nelle competizioni ufficiali della stagione 2019-2020.

## Organigramma societario
Area direttiva
- Presidente: Itamar Stein

Area tecnica
- Allenatore: Itamar Stein
- Allenatore in seconda: Martin Richter
- Assistente allenatore: Sascha Kucera, Vanessa Persson, Stefan Urbanek, Heinz Wübbena
- Scout man: Stefan Urbanek

Area sanitaria
- Medico: Stefan Rössig
- Fisioterapista: Michelle Siegel, Grit Starke

## Rosa
| N° | Nome                   | Ruolo | Data di nascita   | Nazionalità sportiva |
| -- | ---------------------- | ----- | ----------------- | -------------------- |
| 1  | Michael Wexter         | O     | 4 luglio 1997     | Stati Uniti          |
| 2  | Ariel Katzenelson      | P     | 9 settembre 1993  | Israele              |
| 5  | Hauke Wagner           | O     | 30 maggio 1987    | Germania             |
| 7  | Magloire Mayaula Nzeza | C     | 6 giugno 1993     | RD del Congo         |
| 8  | Anestīs Dalakouras     | S     | 18 giugno 1993    | Grecia               |
| 10 | Jan Röling             | P     | 15 settembre 1999 | Germania             |
| 11 | David Wieczorek        | S     | 3 gennaio 1996    | Stati Uniti          |
| 12 | Alexander Tusch        | P     | 19 novembre 1992  | Austria              |
| 13 | Robert Schramm         | C     | 16 dicembre 1989  | Germania             |
| 14 | Timon Schippmann       | S     | 6 settembre 1995  | Germania             |
| 15 | Jonathan Moate         | C     | 3 ottobre 1996    | Canada               |
| 16 | Milan Hriňák           | S     | 15 ottobre 1985   | Slovacchia           |
| 18 | Milorad Kapur          | L     | 5 marzo 1991      | Serbia               |

## Risultati

### 1. Bundesliga

#### Girone di andata
| 1ª giornata - 12 ottobre 2019 Volksbank-Arena, Hildesheim                | Giesen          | 1 - 3 | Herrsching   | 25-27, 25-11, 21-25, 23-25        |
| 2ª giornata - 15 ottobre 2019 Max-Schmeling-Halle, Berlino               | Charlottenburg  | 3 - 0 | Giesen       | 25-18, 25-16, 26-24               |
| 3ª giornata - 24 ottobre 2019 Volksbank-Arena, Hildesheim                | Giesen          | 3 - 1 | Dürener      | 25-20, 23-25, 25-20, 25-20        |
| 4ª giornata - 27 ottobre 2019 Brose Arena, Bamberga                      | Eltmann         | 3 - 0 | Giesen       | 25-22, 25-21, 25-22               |
| 5ª giornata - 9 novembre 2019 Volksbank-Arena, Hildesheim                | Giesen          | 2 - 3 | Bühl         | 19-25, 13-25, 25-15, 25-21, 10-15 |
| 6ª giornata - 13 novembre 2019 ZF-Arena Friedrichshafen, Friedrichshafen | Friedrichshafen | 3 - 0 | Giesen       | 25-21, 25-16, 25-19               |
| 7ª giornata - 16 novembre 2019 Volksbank-Arena, Hildesheim               | Giesen          | 3 - 1 | Rüsselsheim  | 25-22, 25-23, 23-25, 25-19        |
| 8ª giornata - 23 novembre 2019 Landkost-Arena, Bestensee                 | Netzhoppers     | 3 - 2 | Giesen       | 21-25, 25-22, 25-20, 14-25, 15-11 |
| 9ª giornata - 30 novembre 2019 Gellersenhalle, Reppenstedt               | Lüneburg        | 3 - 1 | Giesen       | 25-22, 20-25, 29-27, 25-20        |
| 10ª giornata - 14 dicembre 2019 Volksbank-Arena, Hildesheim              | Giesen          | 1 - 3 | Unterhaching | 22-25, 19-25, 26-24, 22-25        |
| 11ª giornata - 22 dicembre 2019 Paul Horn-Arena, Tubinga                 | Rottenburg      | 3 - 1 | Giesen       | 23-25, 25-22, 25-19, 25-23        |

#### Girone di ritorno
| 12ª giornata - 16 gennaio 2020 Nikolaushalle, Herrsching am Ammersee | Herrsching   | 0 - 3 | Giesen          | 20-25, 21-25, 22-25        |
| 13ª giornata - 19 gennaio 2020 Volksbank-Arena, Hildesheim           | Giesen       | 0 - 3 | Charlottenburg  | 16-25, 23-25, 16-25        |
| 14ª giornata - 25 gennaio 2020 Arena Kreis Düren, Düren              | Dürener      | 3 - 1 | Giesen          | 23-25, 26-24, 25-22, 25-18 |
| 15ª giornata - 26 febbraio 2020 Volksbank-Arena, Hildesheim          | Giesen       | 3 - 0 | Eltmann         | 25-22, 25-20, 25-19        |
| 16ª giornata - 5 febbraio 2020 Großsporthalle, Bühl                  | Bühl         | 3 - 1 | Giesen          | 18-25, 25-23, 28-26, 25-22 |
| 17ª giornata - 9 febbraio 2020 Volksbank-Arena, Hildesheim           | Giesen       | 1 - 3 | Friedrichshafen | 25-19, 20-25, 22-25, 22-25 |
| 18ª giornata - 22 febbraio 2020 Fraport Arena, Francoforte sul Meno  | Rüsselsheim  | 3 - 1 | Giesen          | 25-18, 21-25, 25-19, 25-16 |
| 19ª giornata - 19 febbraio 2020 Volksbank-Arena, Hildesheim          | Giesen       | 3 - 1 | Netzhoppers     | 25-16, 13-25, 25-20, 25-21 |
| 20ª giornata - 8 marzo 2020 Volksbank-Arena, Hildesheim              | Giesen       | 3 - 0 | Lüneburg        | 25-16, 25-21, 28-26        |
| 21ª giornata - 12 marzo 2020 Olympiahalle, Innsbruck                 | Unterhaching | 3 - 0 | Giesen          | 25-22, 25-15, 25-20        |
| 22ª giornata - 21 marzo 2020 Volksbank-Arena, Hildesheim             | Giesen       | -     | Rottenburg      | annullata                  |

### Coppa di Germania

#### Fase a eliminazione diretta
| Ottavi di finale - 2 novembre 2019 OHG-Sporthalle, Karlsruhe | Karlsruhe  | 0 - 3 | Giesen | 20-25, 25-27, 12-25        |
| Quarti di finale - 20 novembre 2019 Paul Horn-Arena, Tubinga | Rottenburg | 3 - 1 | Giesen | 25-20, 24-26, 25-22, 25-23 |

## Statistiche

### Statistiche di squadra
| Competizione      | Punti | In casa | In casa | In casa | In trasferta | In trasferta | In trasferta | Totale | Totale | Totale |
| Competizione      | Punti | G       | V       | P       | G            | V            | P            | G      | V      | P      |
| ----------------- | ----- | ------- | ------- | ------- | ------------ | ------------ | ------------ | ------ | ------ | ------ |
| 1. Bundesliga     | 20    | 10      | 5       | 5       | 11           | 1            | 10           | 21     | 6      | 15     |
| Coppa di Germania | -     | 0       | 0       | 0       | 2            | 1            | 1            | 2      | 1      | 1      |
| Totale            | -     | 10      | 5       | 5       | 13           | 2            | 11           | 23     | 7      | 16     |

G = partite giocate; V = partite vinte; P = partite perse